# Веб-дизайн
Веб-дизайн (от англ. web design) — отрасль веб-разработки и разновидность дизайна, в задачи которой входит проектирование пользовательских веб-интерфейсов для сайтов или веб-приложений.
Веб-дизайнеры:
- проектируют логическую структуру веб-страниц;
- продумывают наиболее удобные решения подачи информации;
- занимаются художественным оформлением веб-проекта.

В результате пересечения двух отраслей человеческой деятельности грамотный веб-дизайнер должен быть знаком с новейшими веб-технологиями и обладать соответствующими художественными качествами. Большая часть специалистов, работающих в области дизайна, обычно концентрирует в себе такое творческое образование, как студия дизайна.
Веб-дизайнер — сравнительно молодая профессия, и профессиональное образование в области веб-дизайна в России пока не распространено. В связи с увеличением спроса на представительство в Сети растёт и спрос на дизайн сайтов, увеличивается количество веб-дизайнеров. В настоящее время услуги веб-дизайна предоставляют как веб-студии, так и частные лица (веб-дизайнеры, являющиеся фрилансерами).

## Объяснение термина
Веб-дизайн — вид графического дизайна, направленный на разработку и оформление объектов информационной среды Интернета, призванный обеспечить им высокие потребительские свойства и эстетические качества. Подобная трактовка отделяет веб-дизайн от веб-программирования, подчёркивает специфику предметной деятельности веб-дизайнера, позиционирует веб-дизайн как вид графического дизайна.
В настоящее время под термином веб-дизайн понимают именно проектирование структуры  веб-ресурса, обеспечение удобства пользования ресурсом для пользователей.
Немаловажной частью проектирования ресурса в последнее время стало приведение ресурса в соответствие стандартам W3C, что обеспечивает доступность содержания для инвалидов и пользователей портативных устройств (смотри юзабилити — «удобство использования»), а также кроссплатформенность (в данном случае — так называемая кросс-браузерность) вёрстки ресурса.
Также непосредственно с дизайном сайтов смежны маркетинг в Интернете (интернет-маркетинг), то есть продвижение и реклама созданного ресурса, поисковая оптимизация.

## Процесс и результат
Уникальный дизайн стоит дороже, но и предполагает отрисовку с нуля, полностью уникальную разработку под конкретный заказ. В зависимости от профессионализма и/или политики компании веб-дизайнер либо разрабатывает идею и концепцию дизайна полностью самостоятельно, либо получает ряд требований (цвет, стиль и тому подобное), ожиданий и идей от заказчика или творческого директора (арт-директора) и старается держаться этого направления при разработке макета. Большинство заказчиков ошибочно отождествляют веб-дизайнера и веб-мастера, поручая ему и публикацию сайта.
Иногда дизайнер может предложить дизайн-решение на основе шаблонов (своих или даже чужих), это ускоряет работу и обойдётся заказчику дешевле. Некоторые дизайнеры даже специализируются на изготовлении дизайн-макетов для продажи в качестве готовых шаблонов, которые затем могут быть куплены и использоваться менее опытными дизайнерами или веб-мастерами для изготовления типовых сайтов (по сути, без уникального дизайна). Иной раз разработкой веб-дизайна называют небольшую перекомпоновку и адаптацию такого шаблона под конкретный заказ.
Конечным продуктом работы веб-дизайнера является дизайн-макет: картинка, представляющая предполагаемый будущий внешний вид страниц сайта. Картинка эта является многослойной, где, на усмотрение дизайнера, почти каждая деталь — отдельный слой, приложенный к другим слоям-картинкам, за счёт чего может легко выполняться доработка, замена, перекомпоновка и другие задачи. В зависимости от идеи и целей макет может включать фотографии, сложные коллажи, иллюстрации, текстовые слои, уникальные иконки. Для главной страницы и внутренних иногда рисуются отдельные макеты с дополнениями или изменениями в соответствии с тематикой страницы.
Изображение первоначально может быть векторным или растровым, выполненным в Adobe Illustrator, Adobe Photoshop, GIMP или другом визуальном редакторе (например, Scribus или Inkscape), но для верстальщика изображение, как правило, переводится в растровый формат).
К 2021 году устоялась несколько изменённая парадигма, в которой конечным продуктом веб-дизайнера является дизайн-макет не в виде изображения, а в виде интерактивного поля, с преимущественно векторной графикой, которая управляется дизайнером как в графическом редакторе. В то же время все манипуляции элементов интерактивного поля описываются в виде каскадных таблиц со стилями CSS, которые используются верстальщиками. Таким образом работают например Figma, Sketch и др).
Для демонстрации клиенту так же подходит единая ссылка из указанного выше приложения, где кроме статичного отображения, дизайн может быть представлен в виде интерактивного прототипа.

## Дизайн домашней страницы
Эксперты по юзабилити, в том числе Якоб Нильсен и Кайл Суси, часто подчёркивали важность дизайна домашней страницы для успеха веб-сайта и утверждали, что домашняя страница является самой важной страницей на веб-сайте. Однако практики в 2000-е годы начали обнаруживать, что всё большее количество посетителей веб-сайтов шло в обход домашней страницы, переходя непосредственно на страницы со внутренним содержанием через поисковые системы, электронные информационные бюллетени и RSS-каналы. Это заставляет многих практиков утверждать, что домашние страницы менее важны, чем думает большинство людей. В 2007 году Джаред Спул утверждал, что главная страница сайта на самом деле является наименее важной страницей на сайте.
В 2012 и 2013 годах карусели (также называемые «слайдерами» и «вращающимися баннерами») стали чрезвычайно популярным элементом дизайна на домашних страницах, часто используемым для демонстрации избранного или недавнего контента в ограниченном пространстве. Многие практики утверждают, что карусели являются неэффективным элементом дизайна и наносят ущерб поисковой оптимизации и удобству использования веб-сайта.

## Инструменты и технологии
Веб-дизайнеры используют множество различных инструментов в зависимости от того, в какой части производственного процесса они участвуют. Эти инструменты со временем обновляются новыми стандартами и программным обеспечением, но принципы, лежащие в их основе, остаются прежними. Веб-дизайнеры используют редакторы векторной и растровой графики для создания изображений в веб-формате или прототипов дизайна. Технологии, используемые для создания веб-сайтов, включают стандарты W3C, такие как HTML и CSS, которые можно закодировать вручную или сгенерировать с помощью программного обеспечения для редактирования WYSIWYG. Другие инструменты, которые могут использовать веб-дизайнеры, включают валидаторы разметки и другие инструменты тестирования на удобство использования и доступность, чтобы убедиться, что их веб-сайты соответствуют рекомендациям по доступности в Интернете.